# Сонмох відігнутий
Сонмох відігнутий (Hypnum recurvatum) — вид мохів порядку гіпнобрієвих (Hypnales).

## Поширення
Ареал охоплює такі частини світу: Європа, Азія, Північна Америка.
Росте на відносно плоских поверхнях скель і валунів, особливо там, де вологість постійна; на висотах від 0 до 2000 метрів.

## Галерея

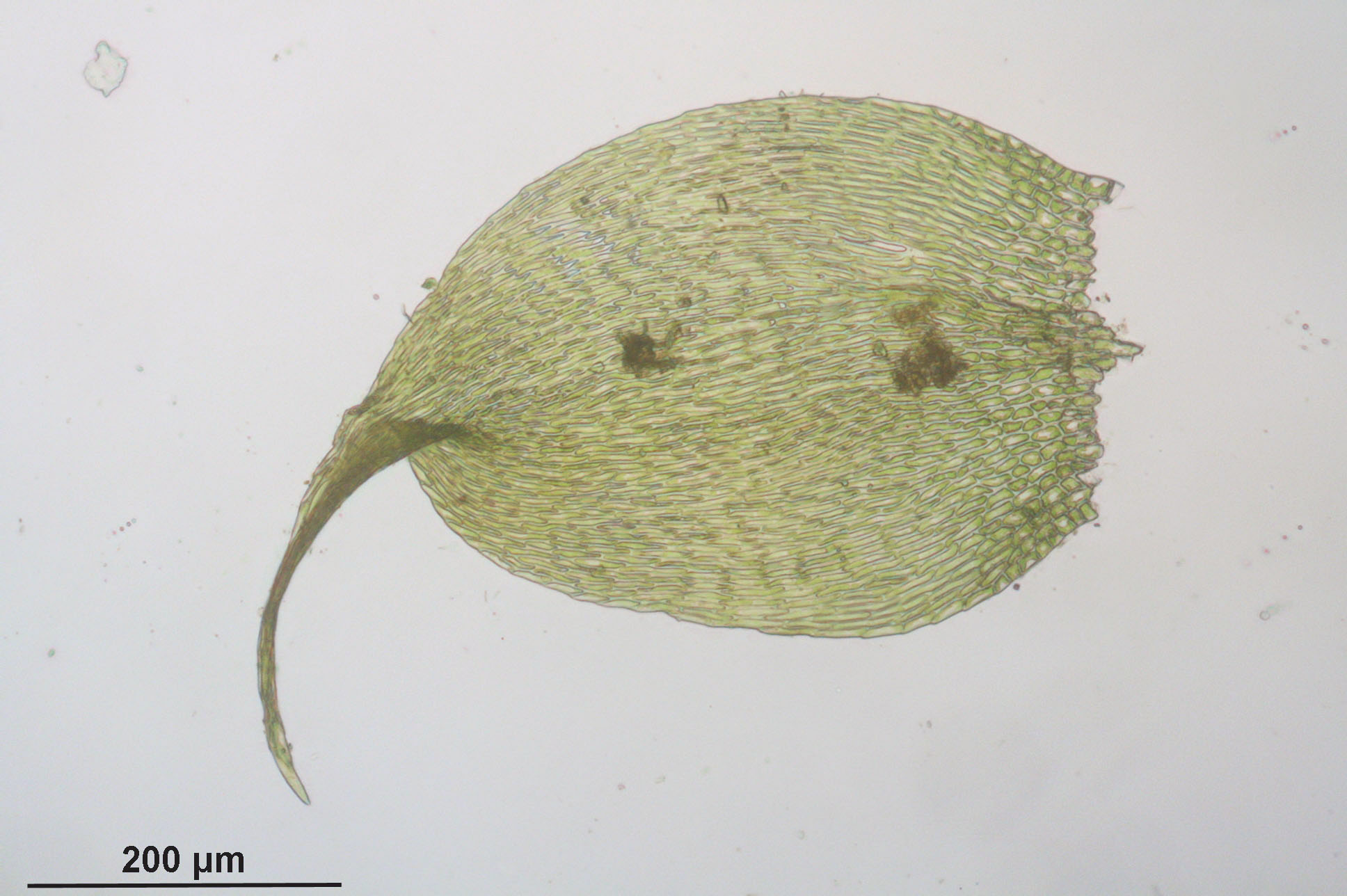
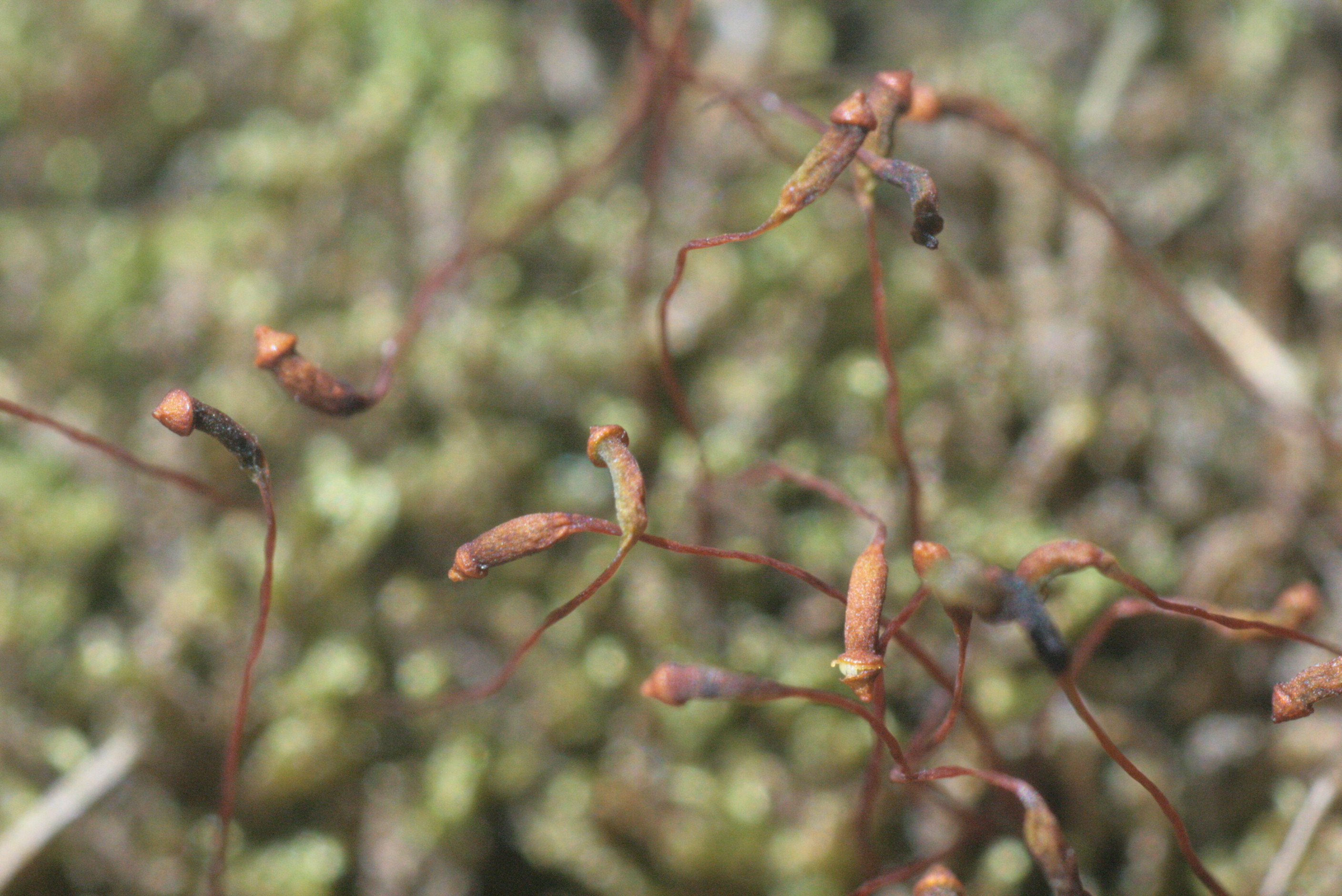
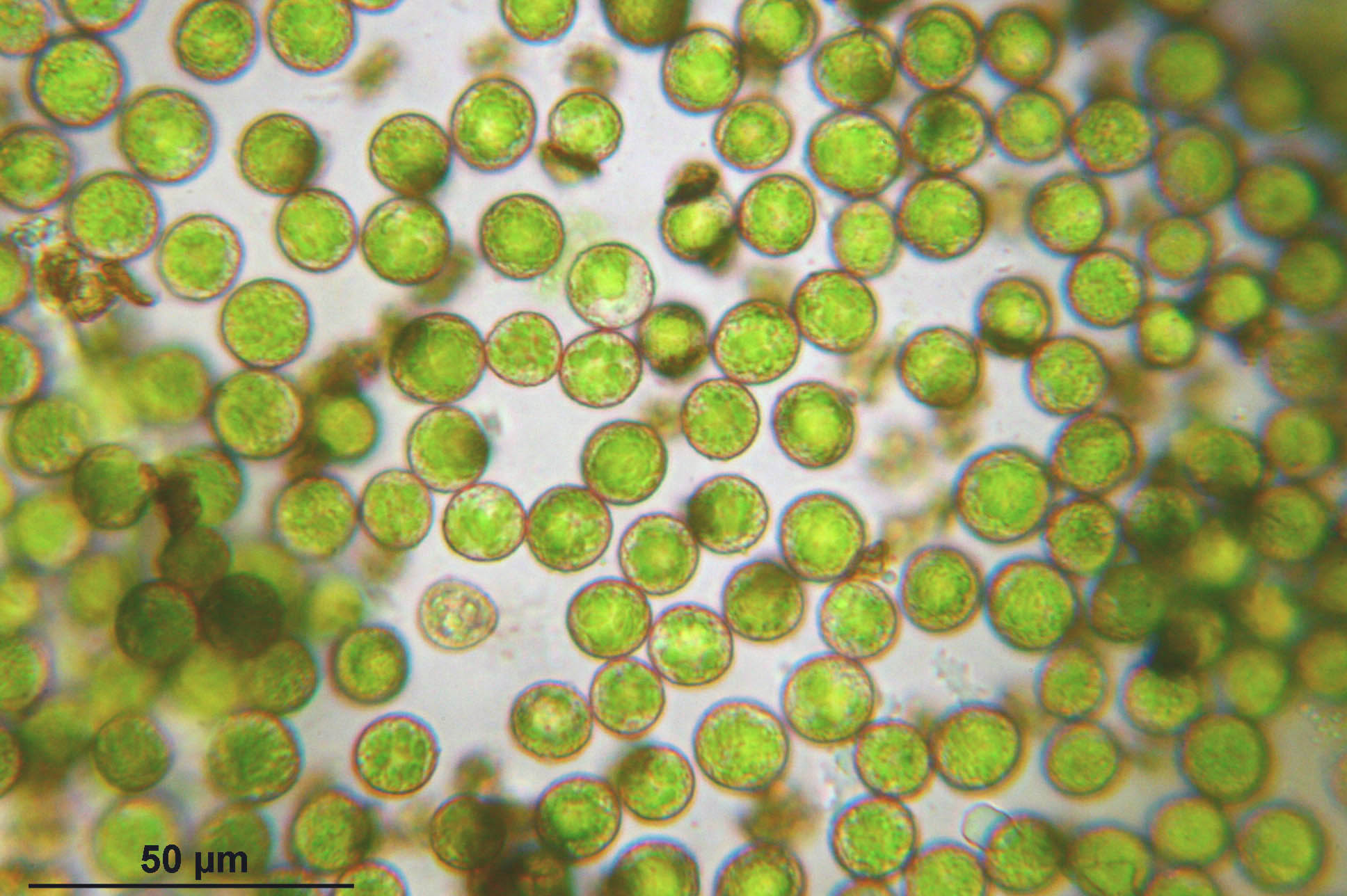

## Характеристика
Рослини дрібні, жовтувато-світло-зелені, чорно-коричневі проксимально. Стебла 2–5 см, від світло-жовтого до жовтувато-коричневого, повзучі, неправильно чи рівномірно 1–2(3)-перисторозсічені, густо чи слабо (іноді швидко) розгалужені, гілки 0.2–0.5(0.8) см. Стеблові листки від яйцеподібних до видовжено-ланцетних, поступово звужені до верхівки, 0.7–1.3 × 0.3–0.4 мм; краї загнуті до основи до 2/3 довжини листа або довше, іноді плоскі, від майже цільних до дрібно зубчастих. Гілкові листки схожі, 0.5–1 мм. Вид автоіктичний. Коробочкові ніжки в зрілому стані червонуваті, 0.7–1.5(1.8) см. Коробочка від прямої до горизонтальної, у зрілому вигляді від жовтуватої до червонуватої, довгасто-субциліндричної форми, 1–2 × 0.4–0.8 мм.